# Chen Yi-Hsuan
Chen Yi-Hsuan (29 de junio de 1995) es una deportista taiwanesa que compitió en tiro con arco, en la modalidad de arco compuesto. Ganó dos medallas en el Campeonato Mundial de Tiro con Arco al Aire Libre de 2019, oro por equipo y bronce por equipo mixto.

## Palmarés internacional
| Campeonato Mundial al Aire Libre | Campeonato Mundial al Aire Libre | Campeonato Mundial al Aire Libre | Campeonato Mundial al Aire Libre |
| Año                              | Lugar                            | Medalla                          | Prueba                           |
| -------------------------------- | -------------------------------- | -------------------------------- | -------------------------------- |
| 2019                             | 's-Hertogenbosch (Países Bajos)  | Medalla de oro                   | Equipo                           |
| 2019                             | 's-Hertogenbosch (Países Bajos)  | Medalla de bronce                | Equipo mixto                     |